# Tramwaje w Wałbrzychu
Tramwaje w Wałbrzychu – system tramwajowy w Wałbrzychu działający w latach 1898–1966.

## Historia
Pierwszy projekt budowy linii podmiejskiego tramwaju elektrycznego ze Świdnicy przez Świebodzice do Wałbrzycha pojawił się w 1895. Jesienią tego roku miały rozpocząć się pierwsze prace. Autorem projektu było przedsiębiorstwo Kramer, lecz ze względu na nieotrzymanie koncesji najpierw projekt zmodyfikowano, a następnie porzucono. Zamiast niego zbudowano państwową linię kolejową, zwaną Weistritztalbahn. Ostatecznie zdecydowano się na budowę wyłącznie gminnej wąskotorowej (1000 mm) linii tramwajowej, w tym celu udzielono koncesji wałbrzyskiej spółce Niederschlesische Elektrizität- und Kleinbahn AG (Dolnośląska Spółka Akcyjna Elektryczności i Kolei Wąskotorowej, znana później pod skrótem NEUKAG), która podjęła budowę według systemu opracowanego przez Siemens & Halske z Berlina, mającej doświadczenie i poparcie władz prowincji. Poza siecią tramwajową przedsiębiorstwo posiadało także miejską elektrownię mieszczącą się nieopodal dolnego dworca kolejowego (późniejszego towarowego), w okolicy Vierhäuserplatz (dzisiejszy plac Grunwaldzki). Elektrownia ta dostarczała prąd głównie tramwajom.
Roboty budowlane rozpoczęto 1 lipca 1896, a 12 września 1898 tramwaje ruszyły na trasie ze Szczawienka (Nieder-Salzbrunn) do Sobięcina (Nieder-Hermsdorf). 26 marca 1899 uruchomiono odnogę do Podgórza (Dittersbach), która była traktowana jako początek linii głównej – kilometraż rozpoczynał się w Podgórzu. Linie obsługiwane były przez 21 wagonów motorowych i 8 doczepnych. Linie były jednotorowe i obsługiwane z częstotliwością co 15 minut; w tym celu co ok. 2 km zbudowano mijanki. Linie tramwajowe posiadały skomplikowany, odcinkowy system taryfowy – główna trasa podzielona była na 11 odcinków, rozdzielona głównymi, numerowanymi przystankami (co około kilometr), między którymi znajdował się jeden lub dwa przystanki drugorzędne. W obrębie centrum miasta znajdowały się przystanki główne numer 4 (Sonnenplatz, dziś plac J. Tuwima) i numer 5 (Vierhäuserplatz, dziś plac Grunwaldzki). Najstarsze wagony miały 220 cm szerokości i 736 cm długości. Początkowo posiadały odbierak pałąkowy trolej, który zastąpiono nowoczesnym nożycowym (pantografem). Tramwaje malowano na kolor oliwkowozielony, zaś powyżej linii okien na biało.
14 września 1907 otwarto kolejną linię, od obecnego placu Grunwaldzkiego przez obecną ulicę Piotra Wysockiego (Waldenburger Straße), Biały Kamień (Weißstein) do Szczawna (Bad Salzbrunn). Odtąd kursowały trzy linie – główna z Podgórza do Szczawienka z 10 odcinkami i dwie boczne z placu Grunwaldzkiego: do Szczawna, z 6 odcinkami i do Sobięcina, z 4 odcinkami. Wkrótce przeorganizowano je w dwie linie, pierwszą z Sobięcina do Szczawienka i drugą z Podgórza do Szczawna, tak że na placu Grunwaldzkim przecinały się dwie linie. W 1913 przebudowano linię przez centrum miasta do Sobięcina, przenosząc ją z ul. Limanowskiego (Sandstraße) na ul. Słowackiego (Freiburger Straße), Rynek i Gottesberger Straße. Do wybuchu I wojny światowej sieć osiągnęła łączną długość 19,2 km, zaś tabor składał się z 27 wagonów motorowych i 19 doczep.
W 1920 rozpoczęto budowę nowej linii tramwajowej, łączącej śródmieście z Nowym Miastem. Jednocześnie zbudowano na jej przedłużeniu łącznik między Rynkiem (na linii do Sobięcina) a placem Tuwima (na linii do Podgórza), tak że odtąd istniały trzy punkty węzłowe: na pl. Grunwaldzkim, pl. Tuwima i w Rynku. W 1931 NEUKAG została przejęta przez Elektrizitätswerk Schlesien z Wrocławia (Zakład Energetyczny Śląsk SA), a sam zakład tramwajowy przemianowany przy tym na Waldenburger Kreisbahn (Wałbrzyska Kolej Powiatowa). W 1937 linię do Nowego Miasta przedłużono do Rusinowej (Reußendorf). W 1938 było 36 wagonów napędowych i 15 doczep. W latach 30. przemalowano tabor na kolor kremowy (kość słoniowa). W czasie II wojny światowej zbudowano bocznicę tramwajową przy dolnym dworcu towarowym, aby umożliwić rozwożenie towarów na lorkach. Rozpoczęto też, w 1943, budowę sieci trolejbusowej.
Po wojnie i przejęciu w sierpniu 1945 przedsiębiorstwa przez polskie władze tramwaje nie były modernizowane, poza wprowadzeniem do ruchu nowych wagonów typu 2N2 oraz 5N. 30 września 1966 z trasy Wałbrzych – Szczawno-Zdrój zjechał ostatni tramwaj. Zastąpiły je trolejbusy i autobusy, a od 1973, po likwidacji linii trolejbusowych, wyłącznie autobusy miejskie.

### Katastrofa tramwaju w 1959 roku
Do wypadku doszło w poniedziałek 9 marca 1959 roku około godziny 7.30. Tramwaj linii nr 5 zjeżdżał stromą ul. Świerczewskiego (obecnie Piłsudskiego), w pewnym momencie doszło do spalenia opornicy, w efekcie czego przestały działać hamulce elektryczne. Motorniczy nie zdążył uruchomić hamulców ręcznych, prawdopodobnie ze względu na błyskawiczne tempo sytuacji. Rozpędzony tramwaj wyskoczył z szyn na pl. Tuwima i uderzył w witrynę portierni hotelu PTTK. Dwie osoby zginęły.
Wypadek miał istotny wpływ na dalszą przyszłość tramwajów w Wałbrzychu. Przesądził on decyzję władz miasta o ich likwidacji. 30 września 1966 roku zjechał ostatni tramwaj, a w całym mieście została zlikwidowana komunikacja tramwajowa. Zastąpiły ją trolejbusy i autobusy.